# Nemanice

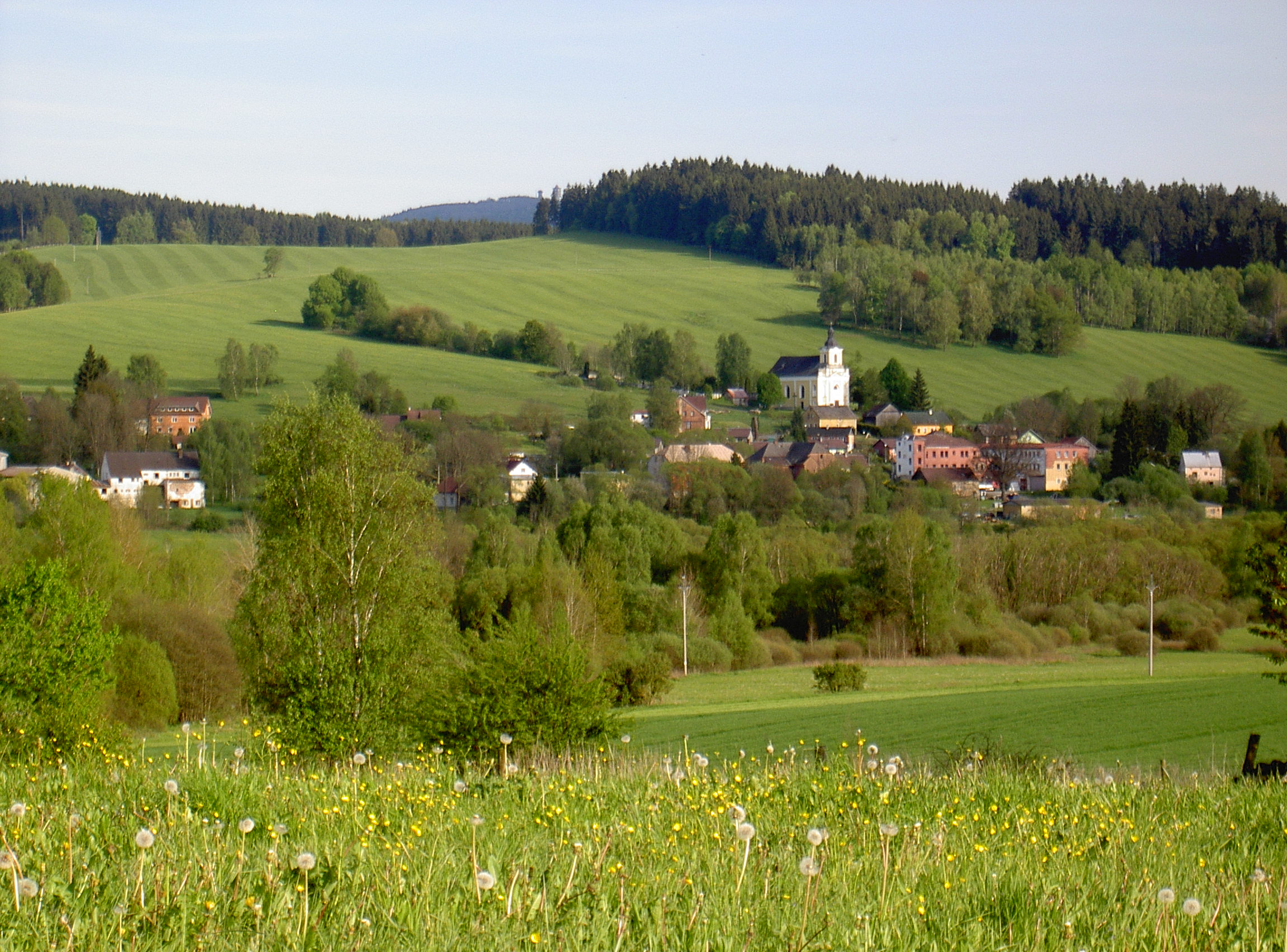
Blick auf Nemanice (Wassersuppen) von Norden

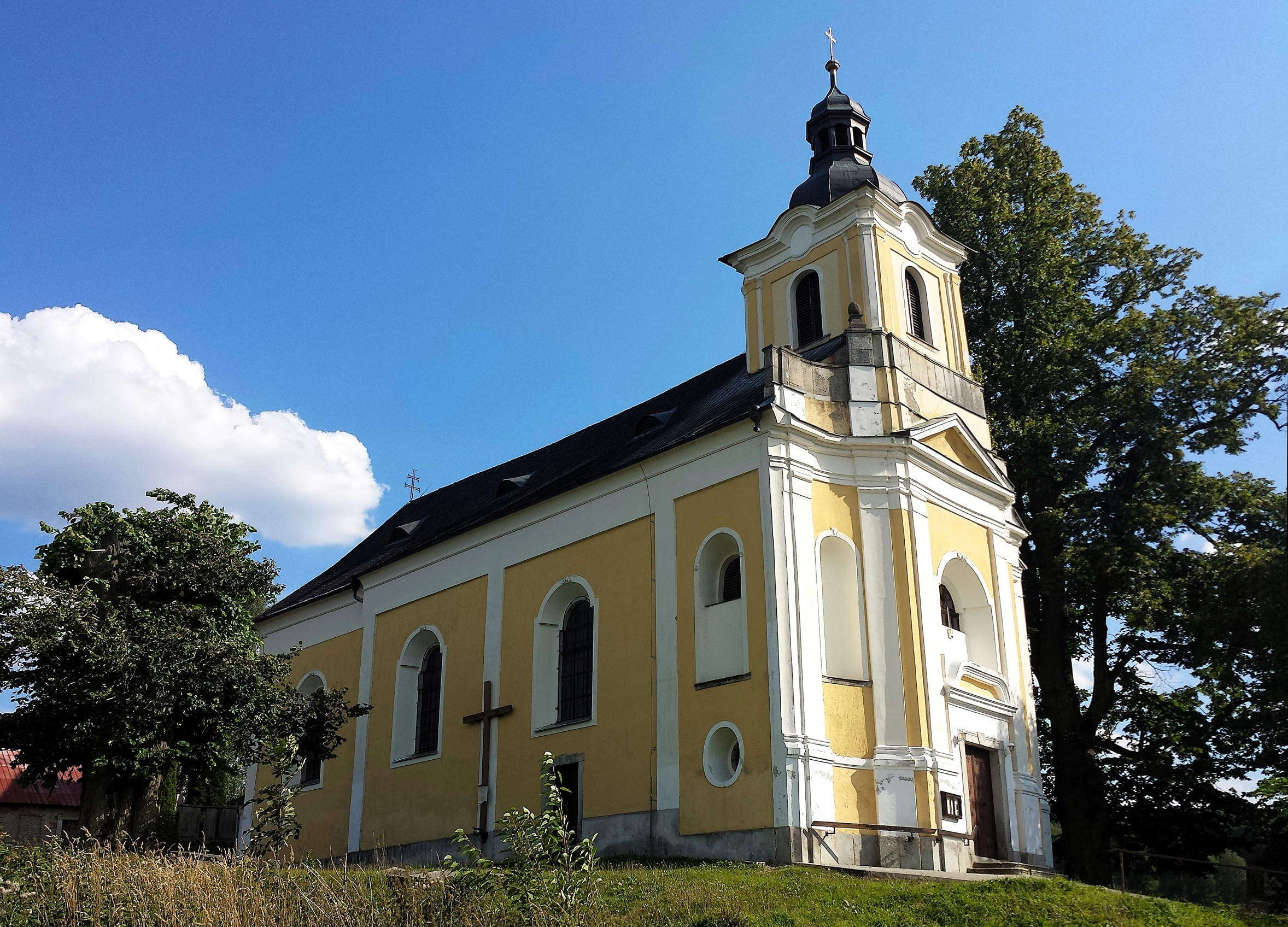
Kirche des hl. Johannes von Nepomuk

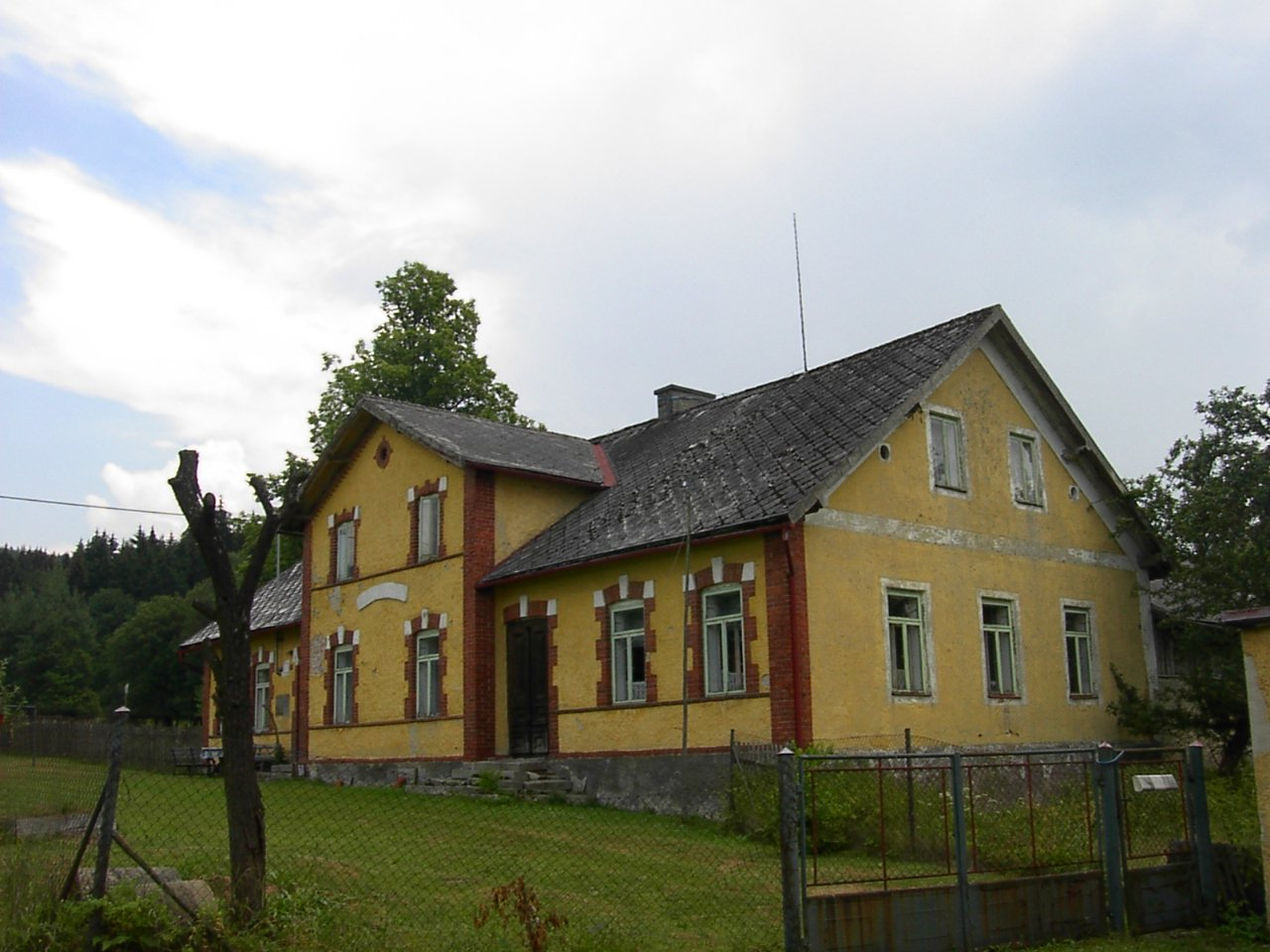
Das alte Dorfwirtshaus von Stará Hut'

Nemanice (deutsch Wassersuppen) ist eine Gemeinde in Tschechien. Sie befindet sich im Oberpfälzer Wald (Český les) an der Grenze zu Bayern und gehört dem Okres Domažlice an.

## Nachbargemeinden
Die Nachbargemeinden (im Uhrzeigersinn) sind: Rybník nad Radbuzou (Waier), Mnichov u Poběžovic (Münchsdorf), Postřekov (Possigkau), Klenčí pod Čerchovem (Klentsch), Česká Kubice (Böhmisch Kubitzen), Waldmünchen, Treffelstein.
| Rybník nad Radbuzou 9 km | Rybník nad Radbuzou 9 km                    | Mnichov u Poběžovic 7,5 km |
| Treffelstein 7,5 km      | Kompassrose, die auf Nachbargemeinden zeigt | Postřekov 7 km             |
| Waldmünchen 6,5 km       | Česká Kubice 12,5 km                        | Klenčí pod Čerchovem 7 km  |

## Geographie
Nemanice befindet sich sieben Kilometer nördlich von Waldmünchen in einem vom Haltrava-Gebirge und dem Berg Starý Herštejn (Hirschstein) begrenzten Talkessel an der Einmündung des Novosedlský potok in den Nemanický potok / Böhmische Schwarzach. Zwischen Lísková (Haselbach) und dem Waldmünchner Ortsteil Höll besteht ein Straßengrenzübergang. Ein grenzüberschreitender Wanderweg verbindet Untergrafenried mit der auf dem Gemeindegebiet liegenden Wüstung Lučina (Grafenried).

## Geschichte
Wassersuppen wurde 1591 erstmals erwähnt und von Domažlice (Taus) aus besiedelt; vermutlich bestand hier bereits um 1500 ein Wartturm der Choden. Der deutsche Ortsname „Wassersuppen“ weist ebenso wie der tschechische „Nemanice“ (etwa „Habenichts“) auf die seit jeher durch die schlechten Böden ärmlichen Lebensverhältnisse hin. Das Dorf lag zunächst direkt an der Landesgrenze zwischen Böhmen und Bayern, bis 1766 die Grenze reguliert wurde und die einst bayerischen Orte Schmalzgruben, Haselbach und Grafenried zu Böhmen kamen; die Bevölkerung allerdings blieb hier fast ausschließlich deutsch. Von 1781 bis 1784 wurde die Barockkirche St. Nepomuk erbaut und Wassersuppen eine eigenständige Pfarrei. Folgende Gemeinden und Orte existierten auf dem heutigen Gemeindegebiet (Stand 1938):
- Gemeinde Wassersuppen mit Wassersuppen, Althütten (Stará Hut’) und Friedrichshütten (Nová Hut’)
- Gemeinde Mauthaus mit Mauthaus (Mýtnice), Neubäu (Novosedly) und Neubäuhütten (Novosedelské Hutě)
- Gemeinde Haselbach mit Haselbach (Lísková), Schmalzgruben (Nemaničky), Heinrichsberg (Jindřichova Hora) und Sophienthal (Černá Řeka).

Die Gemeinde Mauthaus war Teil des Kreises Bischofteinitz, während die anderen beiden Gemeinden im politischen Bezirk Taus (Domažlice) lagen.
Wie die Ortsnamen auf „-hütten“ zeigen, entwickelte sich im Gebiet die Glasindustrie, die zunächst im frühen 17. Jahrhundert und dann nochmals im 19. Jahrhundert für einen wirtschaftlichen Aufschwung sorgte. Dem Broterwerb dienten neben der „Hausindustrie“ (Erzeugung von Holzschachteln und Zündhölzern) und der Landwirtschaft insbesondere Fabrikansiedlungen der jüdischen Familie Östreicher (Bilderrahmen, Stanniolflaschenkapseln, Zinnfolien), die 1938 emigrieren musste. 1820 hatte Wassersuppen selbst 598, die Pfarrei 2502 Einwohner. Im Jahre 1930 lauteten die Einwohnerzahlen der einzelnen Orte: Wassersuppen 596, Friedrichshütten 106, Althütten 238, Haselbach 449, Heinrichsberg 250, Sofienthal 222, Schmalzgruben 59, Mauthaus 188, Neubäu 99, Neubäuhütten 232, Kreuzhütten 35, insgesamt 2474 Einwohner.
Nachdem Wassersuppen 1919 der neugegründeten Tschechoslowakei zugeschlagen worden war, kam es, wie andernorts in den Gebieten der Sudetendeutschen, zu politischen und sozialen Spannungen. Gründe hierfür waren die Radikalisierung der Parteien, die Infiltration der Nationalsozialisten, eine Tschechisierungspolitik durch Gründung tschechischsprachiger Schulen für arme deutsche Familien und eine Zunahme der Kriminalität, die 1938 in durch bewusste Provokationen ausgelösten Schusswechseln gipfelte. Mit dem Anschluss des Sudetenlandes an das Deutsche Reich kam Wassersuppen 1938 nebst umliegenden Orten zunächst zum Landkreis Markt Eisenstein, 1940 dann zum Landkreis Waldmünchen.
Um 1890 plante man, die Bahnverbindung von Taus nach Tachau (Tachov) über einen Tunnel von Klentsch nach Althütten und Wassersuppen, sodann weiter nach Neid (heute Závist) zu bauen. Nach einer Vermessung der Linie im Jahre 1905 beschloss man jedoch, das Projekt wegen der hohen Kosten einzustellen. Stattdessen wurde 1911 die Bahnverbindung Taus–Tachau über Klentsch und Ronsperg (Poběžovice) gebaut. Eine Verwirklichung des Projektes hätte der abgelegenen Region aber sicher zu Aufschwung verholfen.
Das heute in Stará Hut’ zu sehende Gebäude mit der Hausnummer 5 (siehe nebenstehendes Foto) wurde bis nach 1946 als Dorfwirtshaus betrieben. Wegen seiner Architektur ist es in der Region eine weitverbreitete Meinung, es sei der „Bahnhof ohne Gleise“.
1945/46 wurden die deutschen Einwohner auf Grundlage der Beneš-Dekrete vertrieben. Danach lag Nemanice im militärischen Sperrgebiet, direkt am Stacheldrahtzaun, und war Kompaniestützpunkt der tschechoslowakischen Grenzwache. Der nun völlig abgeriegelte Ort verlor schon 1956/57 einen Großteil seiner ursprünglichen Bausubstanz; dafür wurden einige Neubauten im Plattenbaustil errichtet. Die Orte Mauthaus und Haselbach wurden aufgrund ihrer exponierten Lage völlig abgerissen, und auch in den anderen Nachbardörfern fielen viele Häuser der Spitzhacke zum Opfer, v. a. in Neubäu, Schmalzgruben und Heinrichsberg. Darüber hinaus wurde die Nachbargemeinde Grafenried (Lučina) mit den Orten Anger (Upor), Seeg (Pila) und Haselberg (Liskovec) völlig zerstört; diese Orte gelten heute als Wüstungen.
Angesiedelt wurden Bewohner aus allen Gegenden der Tschechoslowakei, nicht nur Tschechen, sondern auch Slowaken, Wolhynier und viele Angehörige der Ethnie der Roma („Zigeuner“). Die Gesamtbevölkerung der neu geschaffenen Gemeinde Nemanice, nun bestehend aus Nemanice, Nemaničky, Nová Hut’, Novosedelské Hut, Novosedly und Stará Hut’, sank nach 1945 kontinuierlich, z. B. 1970: 398 Einwohner, 2006: 312. 2016 sind offiziell 267 Einwohner registriert.
Mit dem Fall des Eisernen Vorhangs 1989/90, der symbolischen Grenzöffnung am 26. Januar 1990 und der Wiedereröffnung des Grenzüberganges Höll-Lísková/Haselbach am 1. August 1990 wurde das Gemeindegebiet für den Tourismus zugänglich. Zu beobachten ist ein reges Interesse von heimatgeschichtlich interessierten Bewohnern diesseits und jenseits der Grenze, welches sich auf die Erkundung der Orte im ehemaligen Sperrgebiet mit seiner Flora und Fauna richtet.
Die baufällige Kirche wurde von den ehemaligen Bewohnern mit Unterstützung der tschechischen Behörden renoviert, regelmäßig finden Gottesdienste statt. Aufgrund der allgemeinen Entwicklung kam es nach der Grenzöffnung zu wirtschaftlichen Problemen der ländlich geprägten Gemeinde, die derzeit (2012) die höchste Arbeitslosenquote im Okres Domažlice aufweist. Damit gehen diverse Probleme einher wie die Notwendigkeit zum Auspendeln bei verhältnismäßig schlechter Verkehrsanbindung; es gibt wenig Möglichkeiten zu höher qualifizierter Arbeit. Die Schule wurde aufgelöst, so dass insgesamt schlechte Bildungsmöglichkeiten existieren. Prostitution ist öffentlich sichtbar. Nicht zuletzt trägt die allgemeine Stigmatisierung der Roma in Tschechien zu einem schlechten Image des Ortes bei. Andererseits ist die Gemeinde beliebt für die Errichtung von Ferienhäusern für Erholungszwecke.

## Gemeindegliederung
Die Gemeinde Nemanice besteht aus den Ortsteilen Lísková (Haselbach), Nemanice (Wassersuppen), Nemaničky (Schmalzgruben), Nová Huť (Friedrichshütten), Novosedelské Hutě (Neubäuhütten), Novosedly (Neubäu) und Stará Huť (Althütte). Grundsiedlungseinheiten sind Lísková, Lučina (Grafenried), Mýtnice (Mauthaus) (49° 27′ N, 12° 42′ O), Nemanice, Nemaničky, Nová Huť, Novosedelské Hutě, Novosedly und Stará Huť. Zu Nemanice gehören außerdem die Wüstungen Pila (Seeg) (49° 27′ N, 12° 41′ O) und Úpor (Anger).
Das Gemeindegebiet gliedert sich in die Katastralbezirke Lísková u Nemanic, Lučina u Nemanic, Mýtnice, Nemanice und Novosedly u Nemanic.
Das offizielle Wappen der Gemeinde Nemanice geht zurück auf das Wappen der Grafen von Stadion, der früheren Patronatsherren von Nemanice, und zeigt drei Wolfsangeln.

## Persönlichkeiten
- Johann Lötz (1778–1844), Glasfabrikant